# 張烈 (北魏)
張烈（462年—538年），字徽仙，清河郡东武城县（今河北省衡水市故城县）人，烈是魏孝文帝所赐名，于是以本名徽仙为表字。
年轻时孤贫，好学，博览经史。与本州崔徽伯、房徽叔并有美名，号称“三徽”。孝文帝时出仕，初为侍御，迁都洛阳后担任尚书仪曹郎、太子步兵校尉。受孝文帝赏识，出为顺阳郡太守。太和二十三年（499年），南朝齐崔慧景军攻打顺阳城，張烈坚守七十余日，北魏军至，得以解围。魏宣武帝时，以追录归勋，封清河县开国子，之后归乡养母十余年，遇到凶年，煮粥济民，被乡党称道。魏孝明帝即位，征为司空长史，侍中元叉当权，張烈谄附。胡太后归政，以張烈为元叉党羽，出为安北将军、瀛州刺史。他家资丰厚，僮客众多。后告老归乡里。在家中去世。

## 家庭

### 高祖父
- 张悕，前燕尚书右仆射

### 曾祖父
- 张恂，南燕散騎常侍

### 兄弟
- 张僧皓

### 子女
- 张质，东魏龙骧将军、谏议大夫
- 张登，北魏齐州主簿
- 释修梵，第三女，嫁北魏镇远将军崔祖螭，后出家为尼，法号释修梵，开皇十三年八月廿三日去世，虚岁九十一，开皇十五年十月廿四日葬于石室[1]